# Donald Arthur
Pour les articles homonymes, voir Arthur.
Donald Arthur est un acteur et scénariste américain né le 29 avril 1937 à New York (États-Unis) et mort le 21 septembre 2016 à Munich (Allemagne).

## Filmographie

### comme acteur

#### Cinéma
- 1977 : Stunde Null d'Edgar Reitz : capitaine Schlüsselmacher
- 1982 : Nuclearvision de James Jacobs
- 1983 : The Demons of Ludlow (en) de Bill Rebane : Ludlow
- 1984 : The Game de Bill Rebane : Horace
- 1985 : Der Schneemann (de) de Peter F. Bringmann (de) : Kiefer
- 1985 : Sällskapsresan 2 - Snowroller (en) de Lasse Åberg (en) : professeur Skiing
- 1988 : Eye of the Dictator d'Hans-Günther Stark : narrateur
- 1988 : Schloß Königswald (de) de Peter Schamoni : voix du Major américain
- 1990 : L'Histoire sans fin 2 : Un nouveau chapitre (The NeverEnding Story II: The Next Chapter) de George Trumbull Miller : Falkor (voix)
- 1997 : Die Story von Monty Spinnerratz (de) de Michael F. Huse (de) : Jean-Paul Canalligator (voix)

#### Télévision
- 1980 : Ein Guru kommt (en) d'Rainer Erler (de)
- 1981 : Der Spot oder Fast eine Karriere (de) (TV)
- 1983 : Wagner (feuilleton TV) : Franz Hagenbuch
- 1983 : Kalabaliken i Bender (sv) de Mats Arehn (en) : Poniatowski
- 1986 : Kir Royal (en) (feuilleton TV) : Danny Hosenschitz
- 1989 : Just Another Secret (TV)
- 1996 : Die Aktion (TV)
- 1997 : Virus X : Der Atem des Todes (TV) : Dr John Schwartz, CDC
- 2005 : Margarete Steiff (TV) : Hollow américain

### comme scénariste
- 1981 : Les Fantasmes de Madame Jordan
- 1983 : Happy Weekend